# Maleleie
El Maleleie és un riu i afluent del canal Zuidervaartje a la província de Flandes Occidental a Bèlgica.

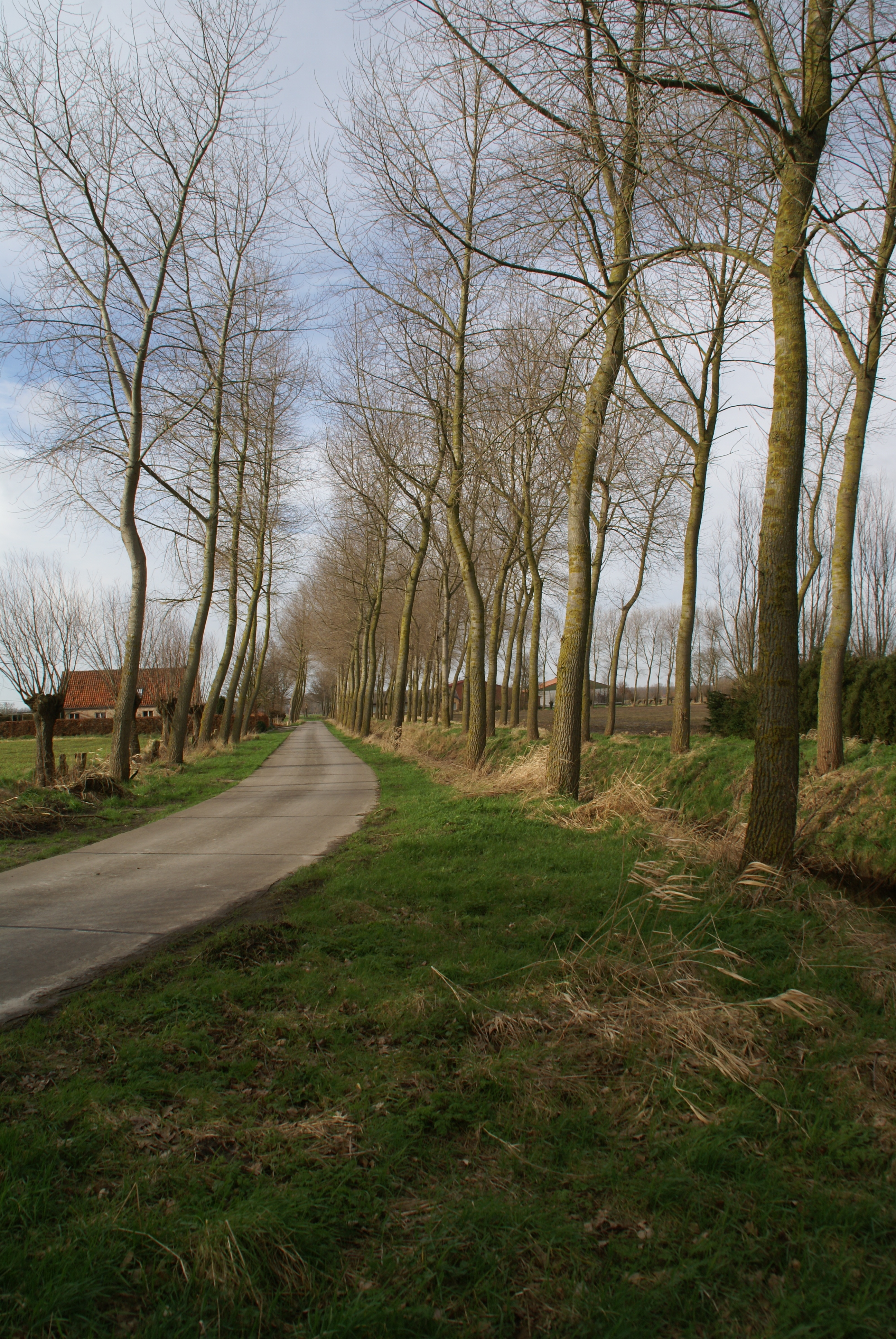
El Maleleie a Vivenkapelle.

Neix al sud de Male, un nucli de Brugge, d'un estany alimentat pels prats molls circumdants i d'un riu-font que prové del castell desaparegut de Puienbroek. Després de creuar Vivenkapelle desemboca al Zuidervaartje a la ciutat de Damme. El rec alimenta el fossat del castell de Male.
El primer esment escrit data del 1373. El rec va crear-se des del segle X quan a poc a poc el mar va retractar-se i l'home va pòlderitzar el terra al·luvial molt fèrtil. El nom "leie" (variants: lee, geleed, lede, leet, ledeke...) indica la intervenció humana: a aquesta època es van aprofitar d'aigüeres naturals per a apregonar-les i millorar el desguàs.
En tota aquesta regió costanera molt plana, a la qual el mar hi ha entrat diverses vegades, la distinció entre un riu, un rec, un canal o un (antic) braç de mar és força subtil, i el sòl arenós o argilós aviat va permetre a l'home des de l'edat mitjana de transformar els cursos d'aigua manualment fins i tot amb eines senzilles, una obra que la força del mar podia capgirar bruscament en temps de marejades fortes i temporals.